# القطع الكبير

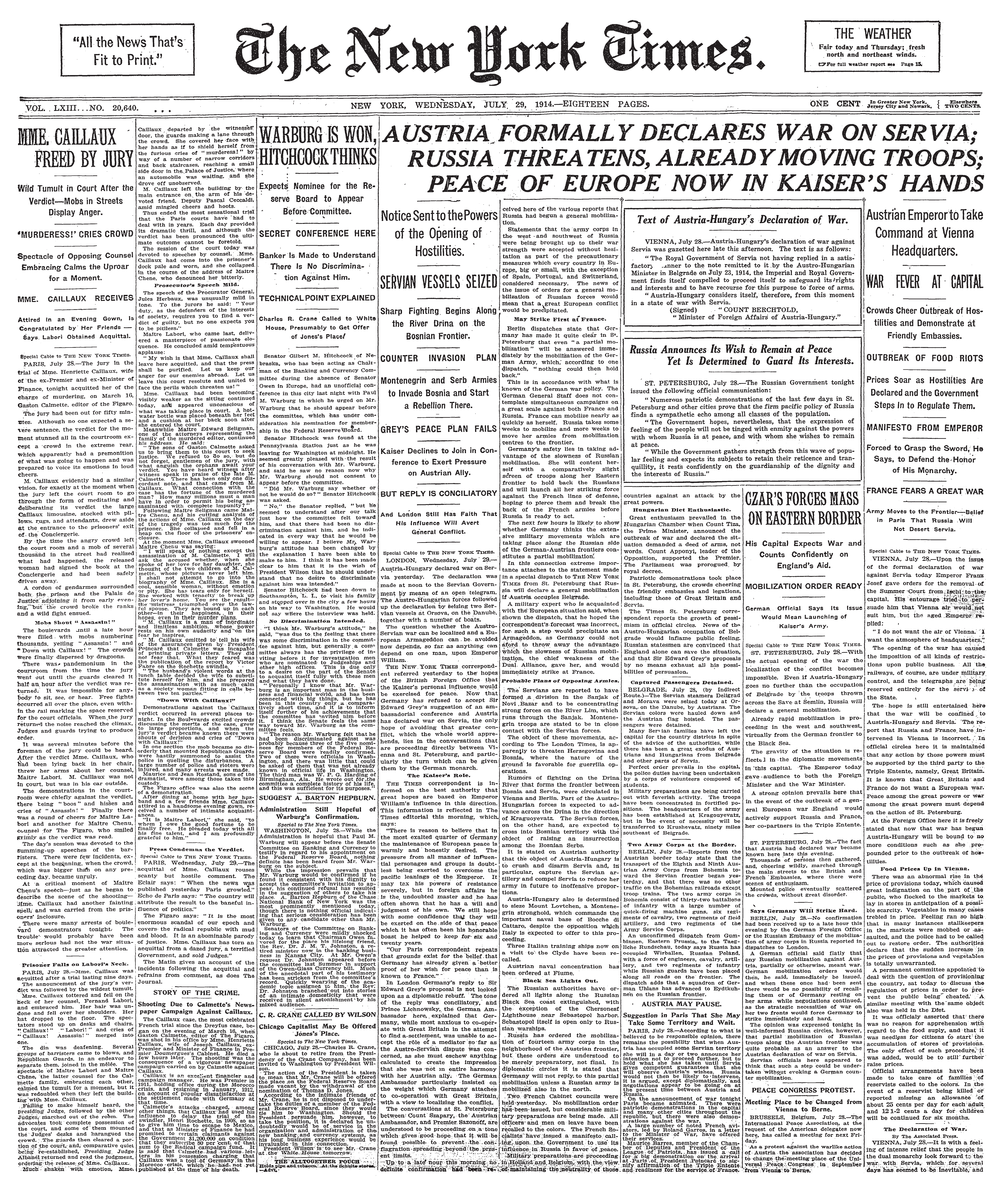
صحيفة نيويورك تايمز بالقطع الكبير

القطع الكبير (بالإنجليزية: Broadsheet)‏ البرودشيت (الكاملة) : مقاس 600 في 300 ملم وهو الشكل الشائع. وتشتهر به الصحف العالمية والرسمية.
كانت بداية الصحف في القرن السابع عشر الميلادي على شكل مطويات ورقية صغيرة، ولكنها كبرت في الحجم خلال العقود التالية. وفرضت الحكومة الإنجليزية في القرن الثامن عشر (تحديدا عام 1712م) الضرائب للحد من تأثير هذه الصحف على الرأي العام، وكانت تعتمد كمقياس على قيمة الضرائب على أساس عدد الصفحات، ومن أجل استيعاب أكبر قدر من المعلومات والأخبار والمقالات وتقليل نسبة الضرائب، تولدت الحاجة لأن تكون الصحف كبيرة الحجم broadsheet أي بالمقاس الكامل المعروف حاليا في كثير من الصحف العربية. وكانت صحيفة Dutch Courante الإيطالية أول صحيفة بالحجم الكامل "برودشيت"، وذلك عام 1618م.
معظم صحف البرودشيت تصل مقاساتها للصفحة الواحدة 60 سم طولا، و37.5 سم عرضا، أي ضعف مساحة صفحة التابلويد.
ويزيد عرض صحافة البرودشيت قليلا في أستراليا ونيوزيلاندا عن باقي صحف العالم بحوالي خمسة سنتيمترات. أما في الولايات المتحدة الأمريكية، فإن مقاسات البرودشيت تقل عن الشكل العالمي، حيث بعدي الصحف هناك يصل إلى حوالي 57سم و 37.5 سم، حيث تعتبر الصحف الأمريكية الأقل طولا من بين صحف العالم، كما أن صحيفة وول ستريت جورنال الأمريكية أقل عرضا من باقي الصحف الأمريكية، حيث يصل عرضها إلى 30 سم. وقد توقع توني سميثسون مدير الإنتاج في إحدى الصحف الأمريكية بأن الخمس أو العشر سنوات القادمة ستشهد نهية البرودشيت في الولايات المتحدة.
وذكر رئيس إحدى المجموعات الصحافية الكبيرة في الولايات المتحدة نايت رايدر Knight Ridder أن هذه المجموعة قد شكلت لجنة للنظر في خيارات تحويل بعض صحفها إلى تابلويد، علما أن المجموعة في وقت لاحق اشترت خمس صحف من بينها صحف تابلويد. كما أن مجموعة صحافية أخرى جانيت Gannett وهي المجموعة التي تمتلك صحيفة يو إس أي تودي USA Today تفكر في شراء مطابع جديدة من ألمانيا لبعض صحفها تكون على مقاس بيرلاينر أو كومباكت. ترتبط صحف البرودشيت عادة بأنها صحف جادة، ومتوجهة للنخب العليا في المجتمع، لأنها تعتمد على قصص خبرية معمقة، مع ابتعاد هذه الصحف عن عناصر الإثارة التي تطرحها صحف التابلويد. ويجب التنويه هنا إلى أنه ليس كل صحيفة تابلويد هي صحيفة إثارة، وليست كل صحيفة برودشيت هي صحيفة جادة. فعلي سبيل المثل، فإن صحيفتي الديلي ميل وصحيفة الديلي اكسبرس هما في شكل تابلويد، ولكن محتواهما مختلف عن باقي صحف التابلويد الأخرى مثل الصن. كما أن صحيفة برودشيت مثل بلد الألمانية هي صحيفة إثارة وفضائح في مضمونها. كما أن بعض صحف البرودشيت تصدر لاحق متخصصة على شكل صحف تابلويد.
مع تنامي التحول نحو نظام التابلويد، لم يبق الا القليل من الصحف الوطنية بنظام البرودشيت في المملكة المتحدة، ومنها صحيفة الديلي تيليجراف Daily telegraph وصحيفة الصندي تايمز ٍSunday Times، حيث لا زالا يقاومان التحولات الجديدة، رغم وجود إشاعات أن الجارديان ستتحول قريبا إلى صحيفة تابلويد، أو كما يراها البعض من الصحف الجادة التحول نحو صحف مصغرة. وتوجد صحف أخرى في الساحة الصحافية البريطانية بنظام البرودشيت ومنها الفايننشال تايمز غيرها من الصحف الإقليمية.